# ماریت لینسترا
ماریت لینسترا (انگلیسی: Marrit Leenstra؛ زادهٔ ۱۰ مهٔ ۱۹۸۹) اسکیت‌باز سرعت اهل هلند است.